# Paracypris lunata
Paracypris lunata is een mosselkreeftjessoort uit de familie van de Candonidae. De wetenschappelijke naam van de soort is voor het eerst geldig gepubliceerd in 1982 door rydl (Hanai.